# Заржицкая, Анна Яковлевна
А́нна Я́ковлевна Заржи́цкая (12 декабря 1907 — 3 октября 1994) — известная в 1920—1930-е годы советская актриса, позднее снимавшаяся во «вторых» ролях и эпизодах.

## Биография
С 14 лет Анна Заржицкая пела в церкви, а затем в хоре Одесского оперного театра. Сразу после окончания в 1929 году актёрского отделения Киевского киноинститута, она переехала в Ленинград, где была зачислена в штат киностудии «Ленфильм». С 1937 по 1943 годы, по совместительству, работала в Ленинградском театре Краснознамённого Балтийского Флота, а с 1952 по 1954 годы — в Международной службе московского центрального телеграфа. В 1954 году Заржицкая вошла в штат Театра-студии киноактёра, в котором состояла до 1964 года.
Сниматься Анна Заржицкая начала с 1926 года. Последний раз появилась на экране в эпизодической роли в фильме «Моя улица».

## Фильмография
- 1926 — Блуждающие звёзды — проститутка
- 1927 — Мельница на опушке — Надийка
- 1927 — Тамилла — Тамилла
- 1929 — Новый Вавилон — цветочница
- 1929 — В огне рождённая — женщина из местечка
- 1929 — Дорога в мир — девушка
- 1930 — Настоящая жизнь — Вера
- 1930 — Мёртвая душа — Мария
- 1931 — Солнечный поход — Ганна
- 1932 — Сердце Соломона — Вера
- 1932 — Возвращение Нейтана Беккера — Ната
- 1934 — Женитьба Яна Кнукке — Янина, невеста Кнукке
- 1936 — Депутат Балтики — стенографистка
- 1938 — Профессор Мамлок — Хильда
- 1939 — Танкисты — мать с ребёнком
- 1944 — Поединок — Тоня
- 1944 — Морской батальон — Настя
- 1952 — Ревизор — Коробкина
- 1953 — Серебристая пыль — жена Дедли
- 1955 — Доброе утро — продавец в универмаге
- 1956 — Пролог — работница
- 1957 — Четверо — соседка Карпушиных
- 1957 — Степан Кольчугин — Маня
- 1957 — Поединок — дама
- 1957 — Летят журавли — рижанка
- 1957 — Ленинградская симфония — работник типографии
- 1958 — Дело «Пёстрых» — Софья Петровна, хозяйка дачи
- 1958 — Военная тайна — завхоз пионерлагеря
- 1960 — Первые испытания — эпизодическая роль
- 1960 — Воскресение — эпизодическая роль
- 1960 — Первое свидание — соседка
- 1961 — Чёртова дюжина — проводница
- 1961 — Наша улица — эпизодическая роль
- 1962 — Суд — жительница деревни
- 1962 — Вступление — проводница
- 1962 — 49 дней — эпизодическая роль
- 1963 — Приходите завтра… — Вероника Васильевна, аккомпаниатор.
- 1966 — Скверный анекдот — тётка
- 1967 — Доктор Вера — жена Наседкина
- 1970 — Моя улица — гардеробщица в институте